# Паласолу
Паласолу (порт. Palaçoulo; МФА: [pɐ.ɫɐ.ˈso.ɫu]) — парафія в Португалії, у муніципалітеті Міранда-ду-Дору. Розташована в північно-східній частині країни, на теренах історичної португальської провінції Трансмонтана. Входить до складу округу Браганса. За адміністративним поділом, чинним до 1976 року, терени парафії були складовою провінції Трансмонтана і Верхнє Дору. Належить до Брагансько-Мірандської діоцезії Католицької церкви. Патрон — святий Михаїл. Площа — 42,3713 км². Населення — 554 ос. (2011). Слабо урбанізований регіон. Густота населення — 13,07 осіб/км²
. Код — 040609.

## Населення
| Кількість мешканців | Кількість мешканців | Кількість мешканців | Кількість мешканців | Кількість мешканців | Кількість мешканців | Кількість мешканців | Кількість мешканців | Кількість мешканців | Кількість мешканців | Кількість мешканців | Кількість мешканців | Кількість мешканців | Кількість мешканців | Кількість мешканців |
| ------------------- | ------------------- | ------------------- | ------------------- | ------------------- | ------------------- | ------------------- | ------------------- | ------------------- | ------------------- | ------------------- | ------------------- | ------------------- | ------------------- | ------------------- |
| 1864                | 1878                | 1890                | 1900                | 1911                | 1920                | 1930                | 1940                | 1950                | 1960                | 1970                | 1981                | 1991                | 2001                | 2011                |
| 700                 | 740                 | 659                 | 810                 | 894                 | 885                 | 975                 | 978                 | 993                 | 1 034               | 725                 | 806                 | 780                 | 678                 | 554                 |